# Steißlingen
Steißlingen è un comune tedesco di 4 541 abitanti, situato nel land del Baden-Württemberg.